# Richard Brake
Richard Brake (Ystrad Mynach, Caerphilly, 30 de noviembre de 1964) es un actor británico-estadounidense, conocido por interpretar a Joe Chill en Batman Begins y al Rey de la Noche en la cuarta y quinta temporadas de la serie Juego de tronos.

## Primeros años
Brake nació en Ystrad Mynach, Hengoed, Gales, y creció en los Estados Unidos. Asistió a la Western Reserve Academy en Hudson, Ohio.

## Carrera
Brake interpretó al sheriff barón Klaus Rottingham en el vídeo musical Knights of Cydonia de la banda Muse. Tras haber aparecido en varias producciones, Brake consiguió su primer papel significativo en Batman Begins. En esta película su personaje, Chill, era el criminal que asesinó a los padres de Batman.
Acto seguido apareció en Doom, con Karl Urban y The Rock. Después interpretó al villano Bobby De Witt en The Black Dahlia, y apareció en Hannibal Rising.
En septiembre de 2007, Brake subió a los escenarios en un montaje de The Member of the Wedding, de Carson McCullers. La producción estuvo dirigida por Matthew Dunster.
De regreso al cine, su siguiente papel fue en Outpost de Steve Barker. 
En 2009, apareció como Gary Scott en Rob Zombie's: Halloween II, una secuela de su remake de Halloween.
También ha aparecido en series de televisión como M.I. High, Keen Eddie y Jeeves and Wooster, al igual que en Cold Case.
Actualmente, está filmando Legacy en Escocia.

## Filmografía selecta

### Películas
| Año  | Título                       | Personaje             | Notas                        |
| ---- | ---------------------------- | --------------------- | ---------------------------- |
| 2022 | La familia Monster           | Dr. Wolfgang / Orlock |                              |
| 2019 | 3 from hell                  | Foxy Coltrane         |                              |
| 2018 | Feedback                     | Hunter                |                              |
| 2017 | Perfect Skin                 | Bob Reid              | En proceso de posproducción  |
| 2017 | The Dare                     | Credence              | En proceso de posproducción. |
| 2017 | La muerte de Stalin          | Tarasov               |                              |
| 2017 | Payne & Redemption           | Lenny                 |                              |
| 2017 | Extinction                   | Wrath                 |                              |
| 2017 | Bitter Harvest               | Medved                |                              |
| 2016 | 31                           | Doom-Head             |                              |
| 2015 | The Chameleon                | Detective Brady       |                              |
| 2015 | The Cannibal in the Jungle   | Dr. Timothy Darrow    |                              |
| 2005 | Doom: la puerta del infierno | Dean Portman          |                              |

### Series de televisión
| Año       | Título            | Personaje          | Notas                       |
| --------- | ----------------- | ------------------ | --------------------------- |
| 2020      | The mandalorian   | Valin Hess         | Capítulo 15: El Creyente    |
| 2016      | Barbarians Rising | Geiseric           | Episodio «Ruin» - miniserie |
| 2013-2014 | Juego de tronos   | El Rey de la Noche |                             |